# بونیتا فریدریسی
بونیتا فریدریسی (انگلیسی: Bonita Friedericy؛ زادهٔ ۱۰ اکتبر ۱۹۶۱) یک هنرپیشه اهل ایالات متحده آمریکا است.

## گزیدهٔ آثار

### سینما
- فعالیت فراطبیعی ۳ (۲۰۱۱)
- پرسی جکسون و المپ‌نشینان: دزد صاعقه (۲۰۱۰)
- آینده (۲۰۰۷)

### تلویزیون
- پارک‌ها و تفریحات (۲۰۱۰)
- نام من ارل است (۲۰۰۸)
- چاک (۲۰۱۲–۲۰۰۷)
- مانک (۲۰۰۶)
- سی‌اس‌آی (۲۰۰۶)
- ذهن‌های مجرم (۲۰۰۵)
- استخوان‌ها (۲۰۰۵)
- بال غربی (۲۰۰۶–۲۰۰۴)
- پیشتازان فضا: شرکت (۲۰۰۳)
- آلیاس (۲۰۰۳)
- دنیای مالکوم (۲۰۰۲)
- دارما و گرگ (۲۰۰۱)
- بکر (۲۰۰۱)
- بافی قاتل خون‌آشام‌ها (۱۹۹۹)